# Annemarie Ackermann
 Annemarie Ackermann geb. Eisenmann (* 26. Mai 1913 in Parabutsch, Batschka; † 18. Februar 1994 in Königswinter) war eine deutsche Politikerin (CDU).

## Leben
Annemarie Ackermann, die römisch-katholischen Glaubens war und der deutschen Minderheit in der Batschka angehörte, besuchte die Volks- und Mittelschule in Batsch (Jugoslawien), ehe sie 1931 auf der Höheren Töchterschule in Graz das Abitur ablegte. Bereits seit 1929 war Ackermann Mitglied des „Schwäbisch-deutschen Kulturbundes“, von 1930 bis 1944 war sie im katholischen Jugend- und Frauenbund tätig. 1931 heiratete sie und erlernte bis 1934 den Beruf der Zahnarzthelferin. Von 1934 bis zur Flucht arbeitete Ackermann in der Zahnarztpraxis ihres Ehemanns, mit dem sie fünf Kinder hatte.
Mit dem Einmarsch der kommunistischen Partisanen unter Tito in die Batschka 1944 flüchtete sie über Ungarn und Österreich zunächst nach Bayern, ehe sie 1951 nach Rheinland-Pfalz kam. Dort schloss sie sich 1951 der CDU und 1952 dem Katholischen Frauenbund an.

## Abgeordnete
Annemarie Ackermann war von 1953 bis 1961 erstmals Mitglied des Deutschen Bundestages. Am 16. Januar 1965 rückte sie für den ausgeschiedenen Abgeordneten Gerhard Fritz in den Bundestag nach, dem sie dann noch bis zum Ende der vierten Wahlperiode im Oktober 1965 angehörte. Sie ist stets über die CDU-Landesliste Rheinland-Pfalz in den Bundestag eingezogen.
Annemarie Ackermann war Mitglied in drei parlamentarischen Ausschüssen: dem Lastenausgleichs-, dem Vertriebenen- und dem Verteidigungsausschuss. Eine ihrer dringlichsten Aufgaben bestand darin, die deutsche Öffentlichkeit auf die Existenz von 15 Millionen Flüchtlingen in Deutschland aufmerksam zu machen und zu zeigen, dass sie als Folge des Zweiten Weltkriegs nicht nur ihre Heimat und Habe verloren, sondern auch ihre Männer und Söhne. Mit Diplomatie und Hartnäckigkeit setzte sie sich auch für die Familienzusammenführung und Befreiung von deutschen Gefangenen aus rumänischen und ungarischen Gefängnissen ein.